# Groupe Dargaud
Pour les articles homonymes, voir Dargaud (homonymie).
Le Groupe Dargaud est un groupe d'éditeurs de bande dessinée franco-belge dont l'origine remonte à la création des éditions Dargaud en 1943 par Georges Dargaud.
La société constitue l'une des trois branches d'édition de bande dessinée du groupe Média-Participations, au même titre que le Groupe Dupuis et le Groupe Le Lombard.

## Présentation
Dargaud rachète au début des années 1960 le magazine de bande dessinée Pilote, créé par René Goscinny, Albert Uderzo et Jean-Michel Charlier notamment. En 2004, Dargaud est contrôlé par la holding Média-Participations et dirigé par Claude de Saint Vincent.
En 2023, les maisons d'édition du groupe sont :
- Dargaud
- Lucky Comics
- Dargaud Benelux
- Kana
- Éditions Blake et Mortimer
- Urban Comics

## Principales séries éditées
- Achille Talon
- Aldébaran
- Blacksad
- Blake et Mortimer
- Blueberry
- Boule et Bill
- Chroniques de la lune noire
- Les Cosmonautes du futur
- La Croix de Cazenac
- Les Déblok
- Fred le corbac
- Garfield
- Jules
- Lapinot
- Lucky Luke
- Fatum
- Merlin
- Pin-up
- La Quête de l'Oiseau du temps
- Rapaces
- Rubrique à brac
- Les Schtroumpfs
- Le Scorpion
- Snoopy
- Tramp
- Valérian
- XIII